# Astragalus pulcher
Astragalus pulcher är en ärtväxtart som beskrevs av Jevgenij Korovin. Astragalus pulcher ingår i släktet vedlar, och familjen ärtväxter. Inga underarter finns listade i Catalogue of Life.